# 800 Kressmannia
Kressmannia (asteroide 800) é um asteroide da cintura principal, a 1,7499637 UA. Possui uma excentricidade de 0,2020272 e um período orbital de 1 186,17 dias (3,25 anos).
Kressmannia tem uma velocidade orbital média de 20,11278725 km/s e uma inclinação de 4,2661º.
Este asteroide foi descoberto em 20 de Março de 1915 por Max Wolf.